# Sint-Quintinuskerk (Guigoven)

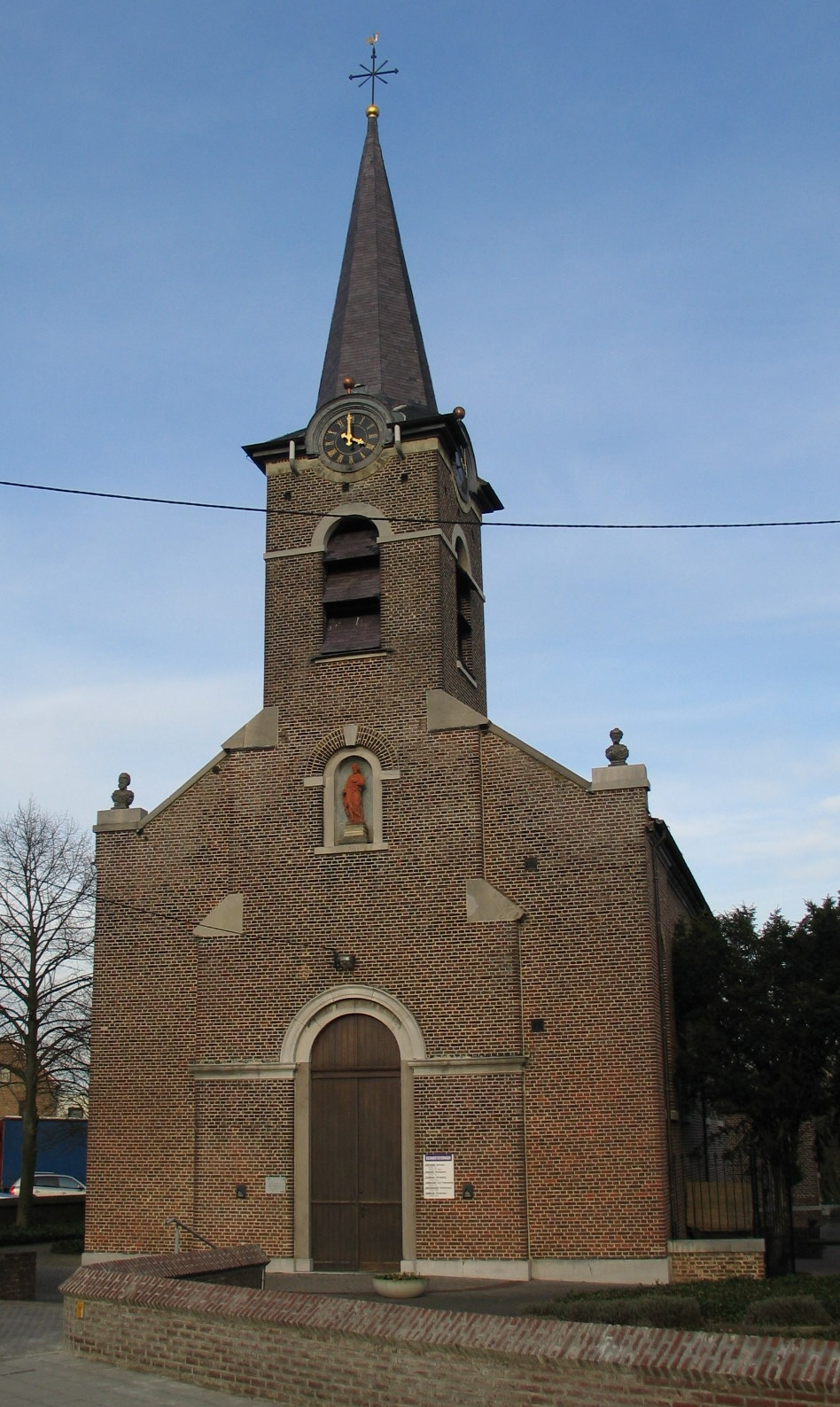
Sint-Quintinuskerk

De Sint-Quintinuskerk is de parochiekerk van Guigoven in Belgisch Limburg, gelegen aan de Brandstraat.
Oorspronkelijk een dochterkerk van de parochie van Wintershoven, kwam het patronaatsrecht in 1096 aan de Abdij van Munsterbilzen. De oude kerk lag in de Kasteelstraat. Oorspronkelijk was dit een bouwsel in hout en leem, later kwam er een Romaanse kerk, die omstreeks 1800 al tamelijk vervallen was.
In 1850 werd de huidige kerk gebouwd, welke een honderdtal meter dichter bij de Tongersesteenweg gelegen was. De oude kerk werd afgebroken en ook de fundamenten ervan zijn toen verdwenen.
De huidige kerk is een eenbeukig bakstenen neoclassicistisch gebouw met ingebouwde westtoren. Deze heeft drie geledingen. Boven het portaal bevindt zich een Sint-Jozefbeeld in een nis. De voorgevel wordt door borstbeelden van Sint-Petrus en Sint-Paulus geflankeerd.

## Interieur
De kerk bezit belangrijke gepolychromeerde houten beelden, zoals een Maria Magdalena (ca. 1520), toegeschreven aan Jan van Steffeswert, een Sint-Lucia (1460-1470), en een Sint-Rochus (15de eeuw). Voorts een 18e-eeuws Sint-Quintinusbeeld en een Onze-Lieve-Vrouw van Altijddurende Bijstand in lindenhout, afkomstig uit de gelijknamige, maar gesloopte, kapel.
Het barokke hoofdaltaar is deels verguld. Het stamt uit ongeveer 1700 en is afkomstig uit de vroegere kerk. Veel ander meubilair, zoals de neobarokke zijaltaren, dateert uit de 19e eeuw.